# Trois-Ponts
Trois-Ponts là một đô thị của Bỉ. Đô thị này nằm trong vùng Wallonie và tỉnh Liege. Tại thời điểm ngày 1 tháng 1 năm 2006, Trois-Ponts có tổng dân số 2.445 người. Tổng diện tích là 68,90 km² với mật độ dân số 35 người trên mỗi km². Đô thị này tọa lạc tại nơi hợp lưu các sông Amblève và Salm.